# Баффало Тауншип (округ Перрі, Пенсільванія)
Баффало Тауншип (англ. Buffalo Township) — селище (англ. township) в США, в окрузі Перрі штату Пенсільванія. Населення — 1224 особи (2020).

## Демографія
Згідно з переписом 2010 року, у селищі мешкало 1219 осіб у 481 домогосподарстві у складі 357 родин. Було 528 помешкань
Расовий склад населення:
| - 98,6 % — білих - 0,3 % — чорних або афроамериканців - 0,2 % — корінних американців - 0,1 % — вихідців з тихоокеанських островів - 0,1 % — азіатів |

До двох чи більше рас належало 0,5 %. Частка іспаномовних становила 0,6 % від усіх жителів.
За віковим діапазоном населення розподілялося таким чином: 20,6 % — особи молодші 18 років, 66,0 % — особи у віці 18—64 років, 13,4 % — особи у віці 65 років та старші. Медіана віку мешканця становила 43,9 року. На 100 осіб жіночої статі у селищі припадало 102,2 чоловіків;  на 100 жінок у віці від 18 років та старших — 105,1 чоловіків також старших 18 років.
Середній дохід на одне домашнє господарство  становив 72 458 доларів США (медіана — 64 231), а середній дохід на одну сім'ю — 85 875 доларів (медіана — 82 917). Медіана доходів становила 50 000 доларів для чоловіків та 43 393 долари для жінок. За межею бідності перебувало 4,2 % осіб, у тому числі 2,2 % дітей у віці до 18 років та 6,0 % осіб у віці 65 років та старших.
Цивільне працевлаштоване населення становило 682 особи. Основні галузі зайнятості: освіта, охорона здоров'я та соціальна допомога — 20,4 %, фінанси, страхування та нерухомість — 12,3 %, транспорт — 12,2 %.